# Critique du multiculturalisme
La critique du multiculturalisme remet en question l’idéal du maintien de cultures ethniques distinctes au sein d'un pays. Le multiculturalisme est un sujet de débat particulier dans certaines nations européennes associées à l’idée d'un État-nation,,. Les détracteurs du multiculturalisme peuvent s'opposer à l'intégration culturelle des différents groupes ethniques et culturels aux lois et valeurs existantes du pays. Alternativement, les critiques peuvent plaider pour l'assimilation de différents groupes ethniques et culturels à une seule identité nationale.

## Par pays

### Australie
Des fractures au sein de la société australienne, tout au long de l'histoire, que ce soit entre les peuples autochtones du continent et la population de colons européens ou, ces derniers temps, des tensions interethniques se manifestant sous la forme d'émeutes, de violences de rue et de gangs ethniques posent des défis majeurs au multiculturalisme dans le pays.

### Allemagne
Les critiques des sociétés parallèles établies par certaines communautés d'immigrés sont de plus en plus apparues dans le discours public allemand au cours des années 1990, donnant naissance au concept de Leitkultur (« culture principale »). En octobre 2010, au milieu d'une controverse nationale à propos du livre à succès de Thilo Sarrazin Deutschland schafft sich ab (L'Allemagne disparaît), la chancelière Angela Merkel du parti conservateur Union chrétienne-démocrate a estimé que les tentatives de construction d'une société multiculturelle en Allemagne avaient « échoué, totalement échoué »,. Elle a ajouté : « Le concept selon lequel nous vivons maintenant côte à côte et en sommes heureux ne fonctionne pas ». Elle a poursuivi en disant que les immigrants devraient intégrer et adopter la culture et les valeurs allemandes. Cela a ajouté à un débat croissant en Allemagne sur les niveaux d'immigration, son effet sur le pays et le degré d'intégration des immigrés musulmans dans la société allemande. Selon un sondage réalisé à l'époque, un tiers des Allemands pensaient que le pays était « envahi par des étrangers ».

### Canada

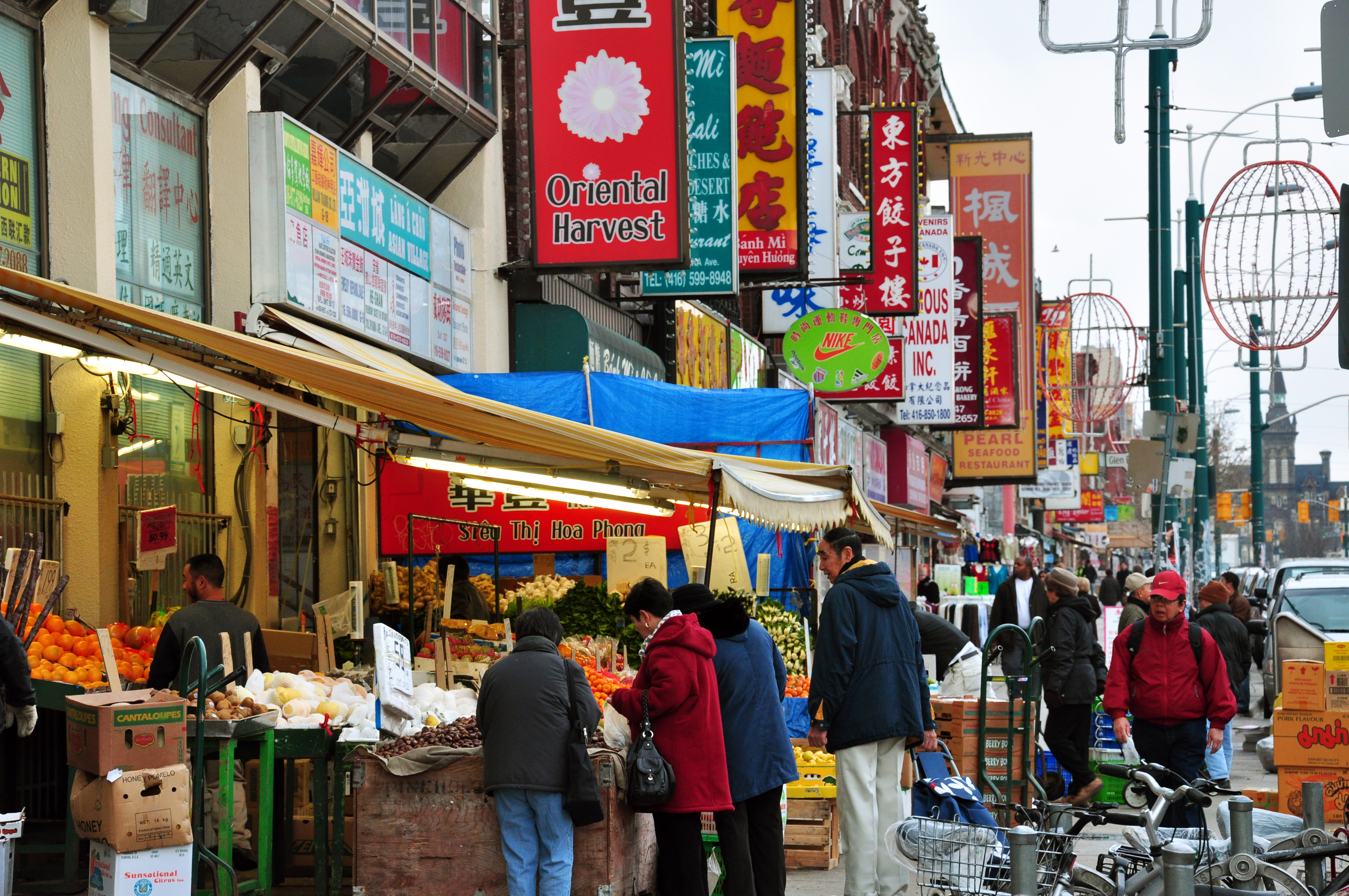
Le Chinatown de Toronto est une enclave ethnique située dans le centre-ville.

De nombreux Québécois, malgré une politique nationale officielle de bilinguisme, insistent sur le fait que le multiculturalisme menace de les réduire en un groupe ethnique parmi d'autres. La politique du Québec cherche à promouvoir l’interculturalisme, à accueillir les personnes de toutes origines tout en insistant pour qu’elles s'intègrent à la société québécoise majoritairement francophone.
En 2008, une Commission de concertation sur les pratiques d’accommodement liées aux différences culturelles, présidée par le sociologue Gérard Bouchard et philosophe Charles Taylor, a reconnu que le Québec est une société de facto pluraliste, mais que « le modèle du multiculturalisme canadien ne semble pas bien adapté à la réalité québécoise ».

### Italie
Dans les années 2010, l'Italie a connu une importante augmentation de l'immigration et un afflux d'immigrants africains. De nombreux intellectuels se sont opposés au multiculturalisme, dont Ida Magli, professeur émérite d'anthropologie culturelle à l'université de Rome. Elle a collaboré à l'hebdomadaire L'Espresso et a été chroniqueuse pour les quotidiens La Repubblica et Il Giornale. Elle a critiqué les sociétés multiculturelles.
Une autre figure opposée au multiculturalisme était Oriana Fallaci, une journaliste, auteure et intervieweuse politique italienne. Partisane pendant la Seconde Guerre mondiale, elle a eu une longue et fructueuse carrière de journaliste. Fallaci est devenue célèbre dans le monde entier pour sa couverture de la guerre et de la révolution, et ses entretiens avec de nombreux dirigeants mondiaux au cours des années 1960, 1970 et 1980. Après les attentats du 11 septembre 2001, elle revient sur le devant de la scène après avoir écrit une série d'articles controversés et de livres critiquant l'islam et l'immigration.

### Japon
La société japonaise, avec son homogénéité, a traditionnellement rejeté tout besoin de reconnaître les différences ethniques au Japon, même si de telles revendications ont été rejetées par des minorités ethniques telles que les Ainu et les Ryukyuans. L'ancien Premier ministre japonais (et vice-Premier ministre depuis le 26 décembre 2012) Tarō Asō a qualifié le Japon de nation « une race ».

### Malaisie
La Malaisie est une société multiculturelle avec une majorité musulmane malaise et d'importantes minorités chinoise et indienne. Les critiques du multiculturalisme ont été périodiquement suscitées par la position constitutionnelle enracinée dont jouit l'ethnie malaise à travers, « entre autres », le contrat social malaisien. Contrairement à d'autres pays, en Malaisie la discrimination positive est souvent adaptée aux besoins de la population majoritaire malaise. En 2006, la suppression forcée de temples hindous à travers le pays a conduit à des « accusations d'une politique non officielle de nettoyage des temples hindous en Malaisie. »